# Club de Futbol Ripollet
El Club de Futbol Ripollet és un club de futbol fundat el 1921 a la vila de Ripollet, de la comarca del Vallès Occidental.
A més de l'equip sènior, té equips a totes les categories formatives de futbol, des de Pre-Benjamins a categoria Juvenil.

## Història
El Club de Futbol Ripollet es va fundar l'any 1921. La desaparició dels equips Societat Esportiva l'Aliança i el Club la Violeta, uneix a jugadors d'ambdues entitats per formar el Club de Futbol Ripollet.
Va ser fundat per Pere Vilet, més conegut com a "Pere dels Cavalls"; ell i un grup d'amics, van crear l'entitat i la van inscriure a la Reial Federació Catalana de Futbol.
Durant els anys 20 i 30, l'equip milita en diverses categories del "Campionat de Catalunya".
A partir de l'any 1940 el club passar a denominar-se "Club de Futbol Ripollet" en lloc de "Football Club Ripollet" i és el nom amb el qual es coneix l'entitat fins a l'actualitat.
La temporada 1996-97, el club quedà segón a la Territorial Preferent i es classifica per la promoció d'ascens a Primera Catalana.
Guanya la promoció al Castelldefels i per primer cop a la seva història, competirà a la Màxima categoria del futbol català.
- Entrenador: Antonio Vargas
- Jugadors: Moreno, Nofuentes, Asensio, Carlos, Roma, Rosalén, Torres, Caño, Sancho, Segio, Ramonet, Jose Luis, Rafi, Osuna, Medina, Romera, Córdoba, Roger, Pirri, Fabián, Nando, Juanito.

## Escut[calcitació]
L'escut del Club de Futbol Ripollet parteix d'un perímetre en forma d'escut francès antic, coronat en punta molt similar a la forma de l'escut suís. A l'interior, presenta a la part superior esquerra, sobre fons negre una pilota de futbol i a la part dreta, sobre fons blanc una porteria i l'any de fundació del club. A la part inferior, un pollet daurat que és el senyal de l'escut de la vila i està rodejat pel nom del club en lletres d'aurades sobre un fons vermell.

## Instal·lacions

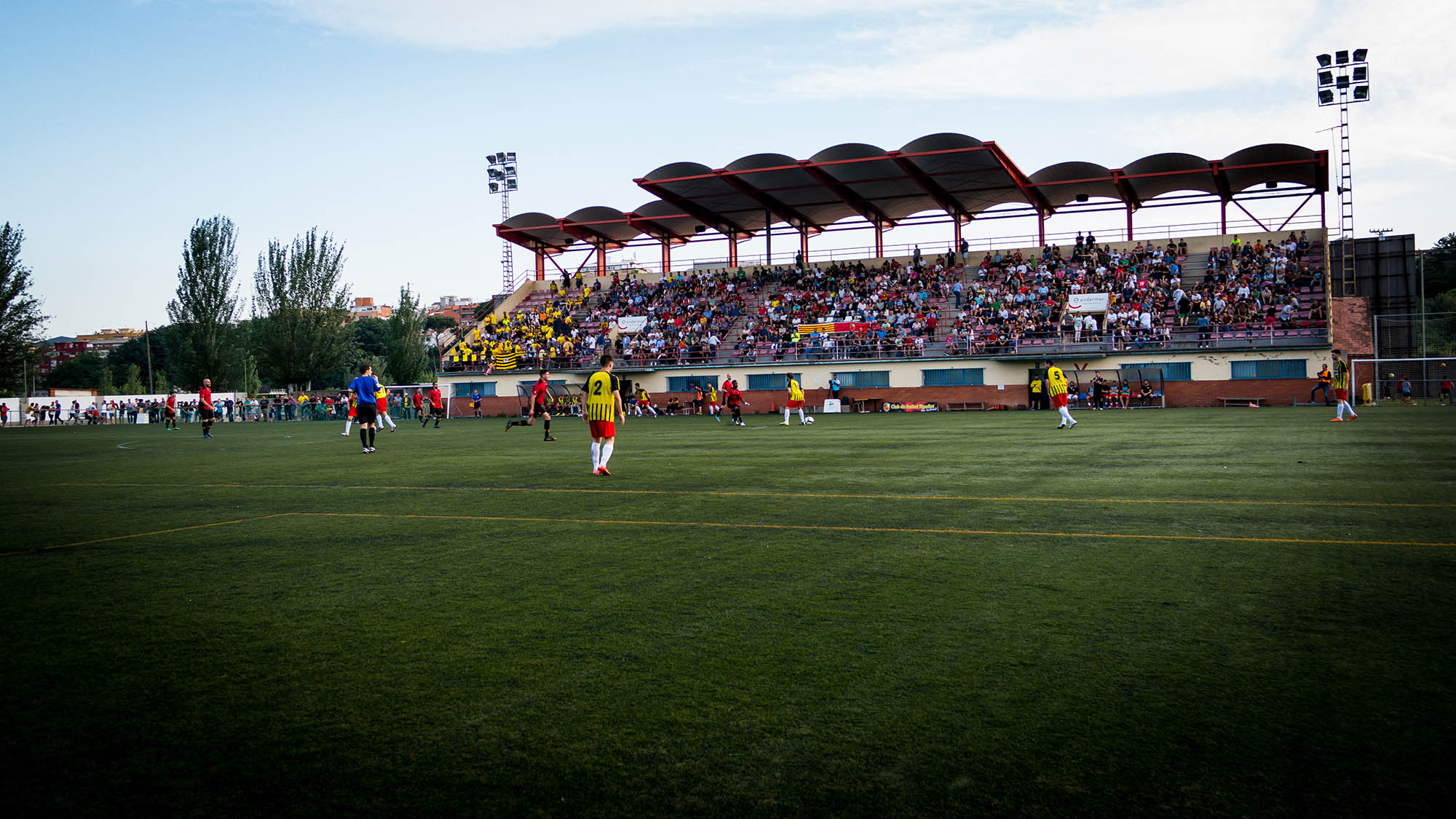
Municipal de Ripollet

A partir de l'any 1982 el Club de Futbol Ripollet juga com a local al camp de futbol Municipal de Ripollet (La Sínia). El camp va ser inaugurat el 29 d'agost de 1982. Actualment disposa d'un terreny de gespa artificial de 102X62m i una grada amb aforament de 920 espectadors (tots asseguts). Aquestes instal·lacions es troben dins el complex del Poliesportiu Municipal del Patronat Municipal d'Esports (PAME).
Anteriorment el club va jugar al Camp de Massot i al Camp de La Rambla.

## Temporades

### Campionats de Catalunya 1921-1940
| Temporades 1920-1930 - 1920-21: - 1921-22: - 1922-23: - 1923-24: Quarta Categoria - 1924-25: Quarta Categoria - 1925-26: Tercera Categoria - 1926-27: Tercera Categoria - 1927-28: Tercera Categoria - 1928-29: Tercera Categoria - 1929-30: Tercera Categoria | Temporades 1930-1940 - 1930-31: Tercera Categoria 1r - 1931-32: Segona Categoria 4t - 1932-33: Segona Categoria 5è - 1933-34: Segona Categoria 5è (retirat) - 1934-35: Quarta Categoria 1r - 1935-36: Quarta Categoria - 1936-37: Quarta Categoria - 1937-38: Quarta Categoria - 1938-39: - 1939-40: |  |  |  |

Ascens de categoria.
Descens de categoria.

### Campionats 1940-2017
| Temporades 1940-1950 - 1940-41: - 1941-42: - 1942-43: - 1943-44: - 1944-45: - 1945-46: - 1946-47: - 1947-48: - 1948-49: - 1949-50: | Temporades 1950-1960 - 1950-51: - 1951-52: - 1952-53: - 1953-54: - 1954-55: - 1955-56: - 1956-57: - 1957-58: - 1958-59: - 1959-60: | Temporades 1960-1970 - 1960-61: - 1961-62: - 1962-63: - 1963-64: Segona Territorial - 1964-65: Segona Territorial 3r - 1965-66: Segona Territorial - 1966-67: Segona Territorial - 1967-68: Segona Territorial - 1968-69: Segona Territorial - 1969-70: Primera Territorial 7è | Temporades 1970-1980 - 1970-71: Primera Territorial 3r - 1971-72: Primera Territorial 12è - 1972-73: Primera Territorial 7è - 1973-74: Primera Territorial 11è - 1974-75: Primera Territorial 19è - 1975-76: Segona Territorial 1r - 1976-77: Primera Territorial 7è - 1977-78: Primera Territorial 15è - 1978-79: Primera Territorial 17è - 1979-80: Segona Territorial 3r | Temporades 1980-1990 - 1980-81: Segona Territorial 1r - 1981-82: Primera Territorial 12è - 1982-83: Primera Territorial 14è - 1983-84: Primera Territorial 18è - 1984-85: Segona Territorial 5è - 1985-86: Segona Territorial 1r - 1986-87: Primera Territorial 12è - 1987-88: Primera Territorial 18è - 1988-89: Segona Territorial 12è - 1989-90: Segona Territorial 15è |

| Temporades 1990-2000 - 1990-91: Segona Territorial 7è - 1991-92: Segona Territorial 1r - 1992-93: Primera Territorial 2n - 1993-94: Primera Territorial 1r - 1994-95: Preferent Territorial 4t - 1995-96: Preferent Territorial 2n - 1996-97: Preferent Territorial 2n - 1997-98: 1a Div. Catalana 7è - 1998-99: 1a Div. Catalana 10è - 1999-00: 1a Div. Catalana 8è | Temporades 2000-2010 - 2000-01: 1a Div. Catalana 11è - 2001-02: 1a Div. Catalana 9è - 2002-03: 1a Div. Catalana 6è - 2003-04: 1a Div. Catalana 17è - 2004-05: Preferent Territorial 14è - 2005-06: Primera Territorial 8è - 2006-07: Primera Territorial 1r - 2007-08: Preferent Territorial 3r - 2008-09: Preferent Territorial 4t - 2009-10: Preferent Territorial 4t | Temporades 2010-2020 - 2010-11: Preferent Territorial G1 1r - 2011-12: Primera Catalana G1 11è - 2012-13: Primera Catalana G1 18è - 2013-14: Segona Catalana G2 7è - 2014-15: Segona Catalana G2 4t - 2015-16: Segona Catalana G4 2n (Promoció d'Ascens) - 2016-17: Primera Catalana G1 |  |  |

Ascens de categoria.
Descens de categoria.

## Palmarès
- 1 campionat de Preferent Territorial catalana (grup 1): 2010-11
- 1 campionat de Primera Territorial catalana (grup 2): 2006-07
- 1 campionat de Primera Territorial catalana (grup 4): 1993-94
- 1 campionat de Segona Territorial catalana (grup 5): 1991-92
- 1 campionat de Segona Territorial catalana (grup 4): 1985-86
- 1 campionat de Segona Territorial catalana (grup 4): 1980-81
- 1 campionat de Segona Territorial catalana (grup 4): 1975-76

### Trofeus
- 1 I Trofeu del Vallès: 1966[8]